# Luke Kendall
Luke Kendall, (nacido el 25 de mayo de 1981 en Melbourne, Australia) es un jugador de baloncesto australiano. Con 1.93 metros de estatura, juega en la posición de base.

## Trayectoria
- Sydney Kings (2005-2008)
- Perth Wildcats (2008)
- Melbourne Tigers (2008-2010)
- Sydney Kings (2010)
- Gold Coast Blaze  (2011)
- Nunawading Spectres (2011)
- Sandringham Sabres  (2012)
- Sydney Comets (2013-)

## Participaciones en competiciones internacionales

### Mundiales
- Japón 2006 13/24